# Castelletto Cervo
Castelletto Cervo (Castlèt in piemontese) è un comune italiano di 763 abitanti della provincia di Biella in Piemonte.
Fa parte dell'unione di comuni della Comunità Collinare tra Baraggia e Bramaterra.

## Geografia fisica
Il paese è situato sulla sponda sinistra orografica del torrente Cervo su una altura che si incunea tra il corso di quest'ultimo e quello di un suo affluente, l'Ostola. Sul confine sud-orientale del comune scorre invece il torrente Guarabione,anch'esso affluente del Cervo.
Il piccolo centro abitato domina uno dei pochi guadi esistenti in zona per l'attraversamento del Cervo, guado che viene ancor oggi utilizzato per recarsi a Mottalciata. Il controllo di questo guado fu il motivo dell'origine del castello, edificato sulla sommità di questa piccola rupe a breve distanza dalla chiesa parrocchiale.

## Storia

### Simboli
Nel primo quarto è rappresentata la croce di Savoia, nel quarto i simboli dell'ordine monastico cluniacense; i nove rombi sono ripresi dal blasone della famiglia San Martino.

## Monumenti e luoghi d'interesse
- Il castello medioevale del Guado (presumibilmente risalente al XIII secolo[5]. Nonostante i recenti restauri conserva il fascino dei secoli trascorsi e viene aperto al pubblico in alcune occasioni.
- La chiesa parrocchiale dedicata a san Tommaso Becket, di origine medioevale, ma ricostruita in stile barocco nel secolo XVII[5].
- Il complesso romanico del Priorato di San Pietro di Castelletto, antico monastero cluniacense, fondazione monastica dell'XI secolo, situato nella frazione Garella. L'ingente patrimonio fondiario del priorato, collocato sulle vie di transumanza che collegavano la Valsesia alla pianura vercellese, assicurò una fioritura del monastero fino al XIII secolo. Subì poi un lento declino, fino al termine della vita monastica nel XVI secolo. Nonostante attualmente risulti piuttosto deteriorato e danneggiato da furti e spoliazioni, conserva un notevole interesse storico e paesaggistico

- Riserva naturale orientata delle Baragge.

## Società

### Evoluzione demografica
Abitanti censiti

## Geografia antropica

### Suddivisioni storiche
L'unica suddivisione riconosciuta dalla comunità di Castelletto Cervo è di tipo storico, ovvero il cantone.
Oltre alla Villa, che ne costituisce il capoluogo, il comune è suddiviso nei seguenti cantoni: Olivetta, Crava, Terzoglio, Valle, Mulino, Gallo, Cagna, Chiesa, Bozzo, Cà Nova, Fiorio, Sarto, Palazzina, dell'Oste, Cà Gianmaria, Cà Bianca, Bernardo, Rosso, Isola, Morello, Garella di Fondo.

## Economia
Oltre alla coltivazione del riso in comune di Castelletto Cervo sono presenti importanti cave di argilla.

## Infrastrutture e trasporti
Il territorio comunale fu servito, fra il 1940 e il 2003 dalla stazione di Masserano, trasformata in fermata alla fine del ventesimo secolo, posta lungo la ferrovia Biella-Novara.

## Amministrazione
| Periodo | Periodo | Primo cittadino  | Partito      | Carica  | Note |
| ------- | ------- | ---------------- | ------------ | ------- | ---- |
| 2006    | 2011    | Giordano Montini | lista civica | Sindaco |      |
| 2011    | 2016    | Renzo Selva      | lista civica | Sindaco |      |

## Galleria d'immagini

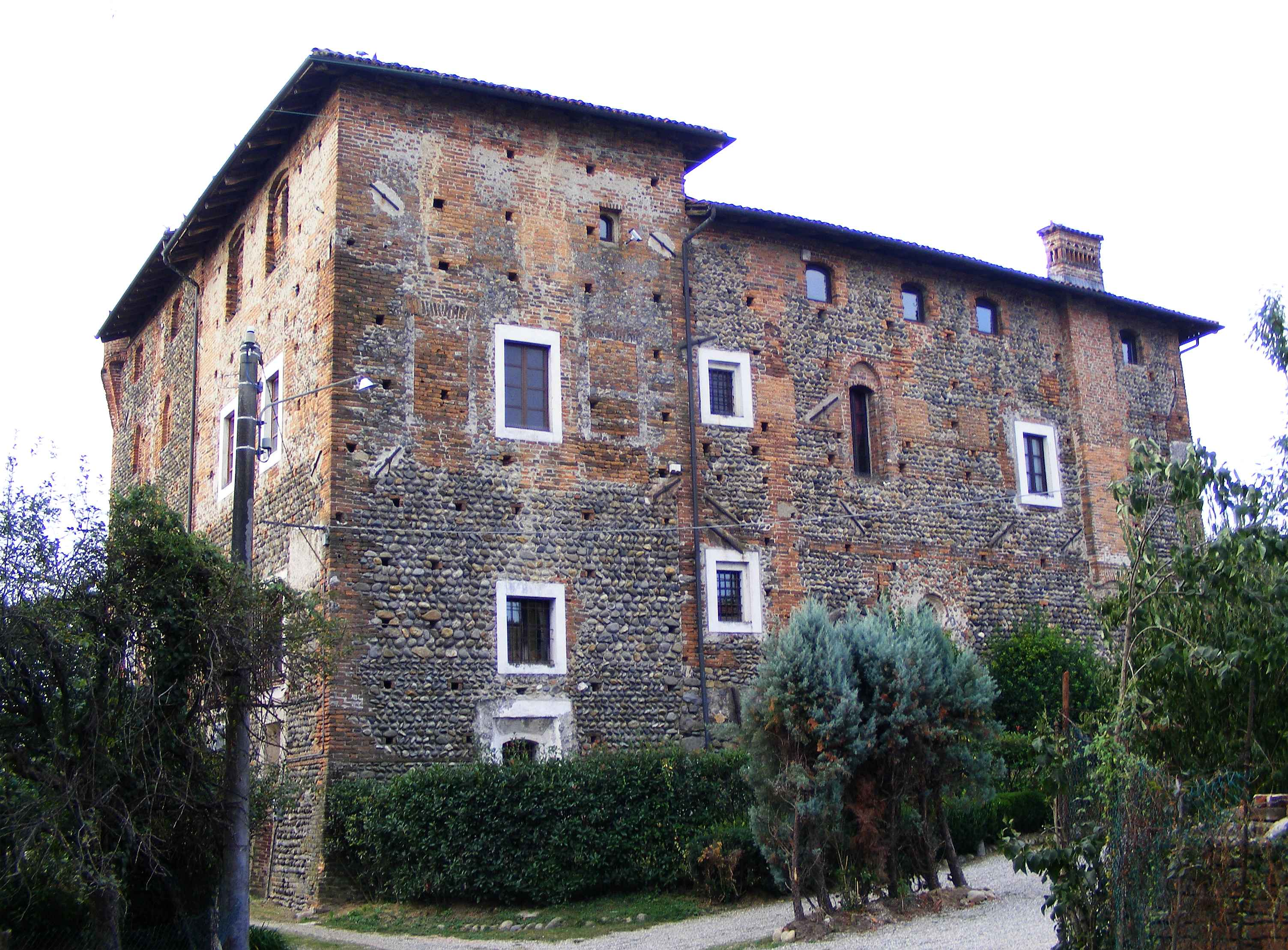
Il castello
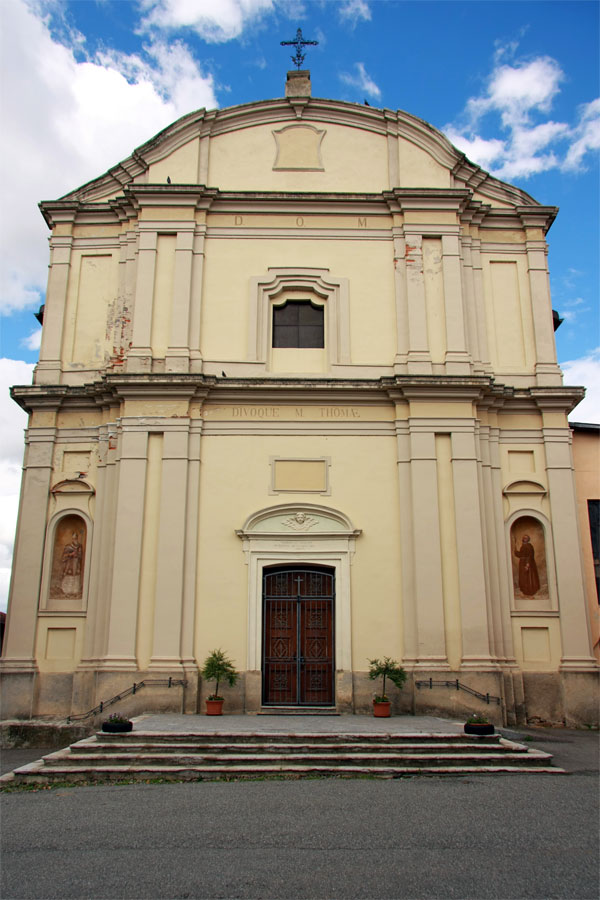
Chiesa parrocchiale
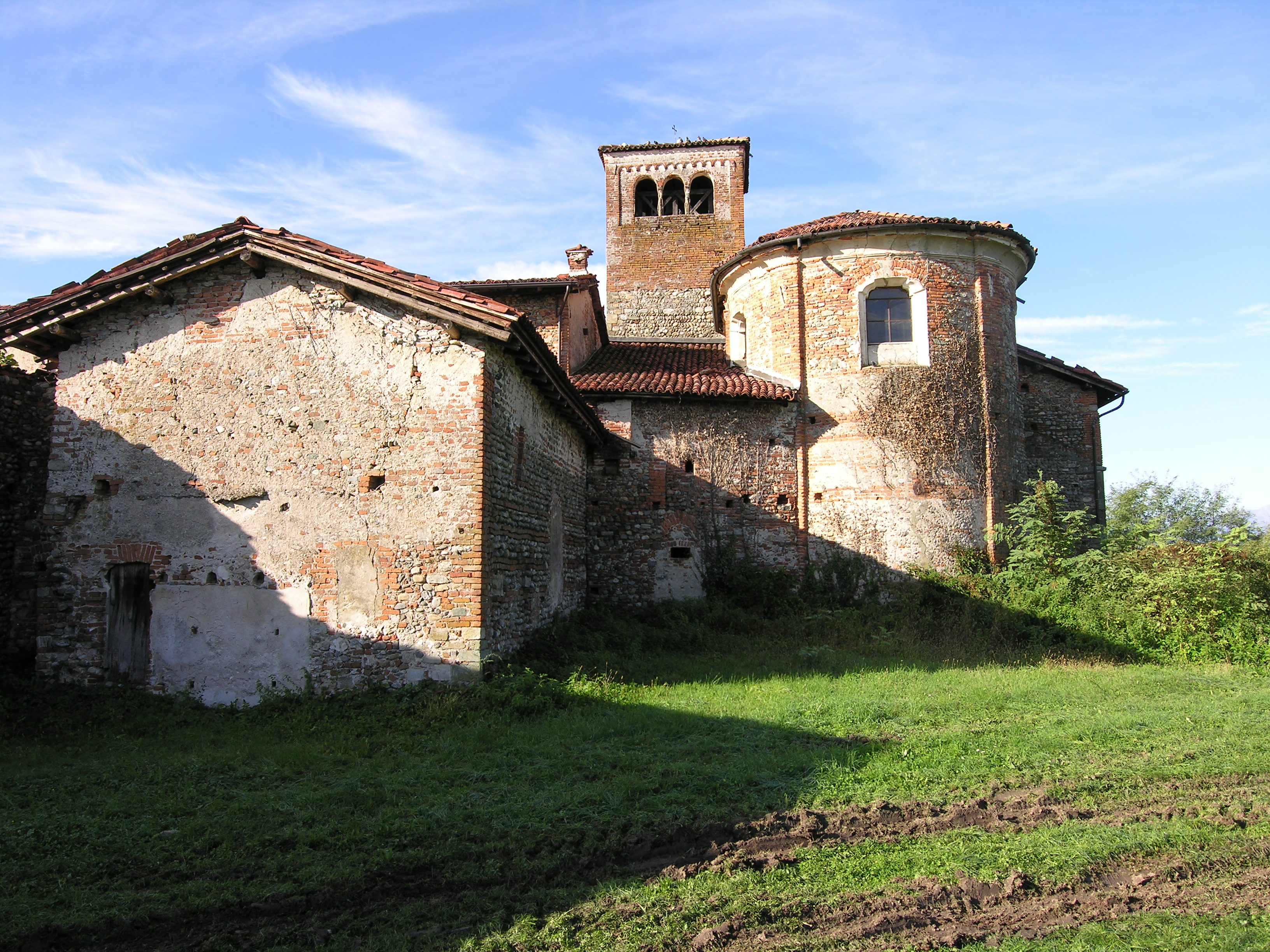
Il priorato cluniacense dei Santi Pietro e Paolo
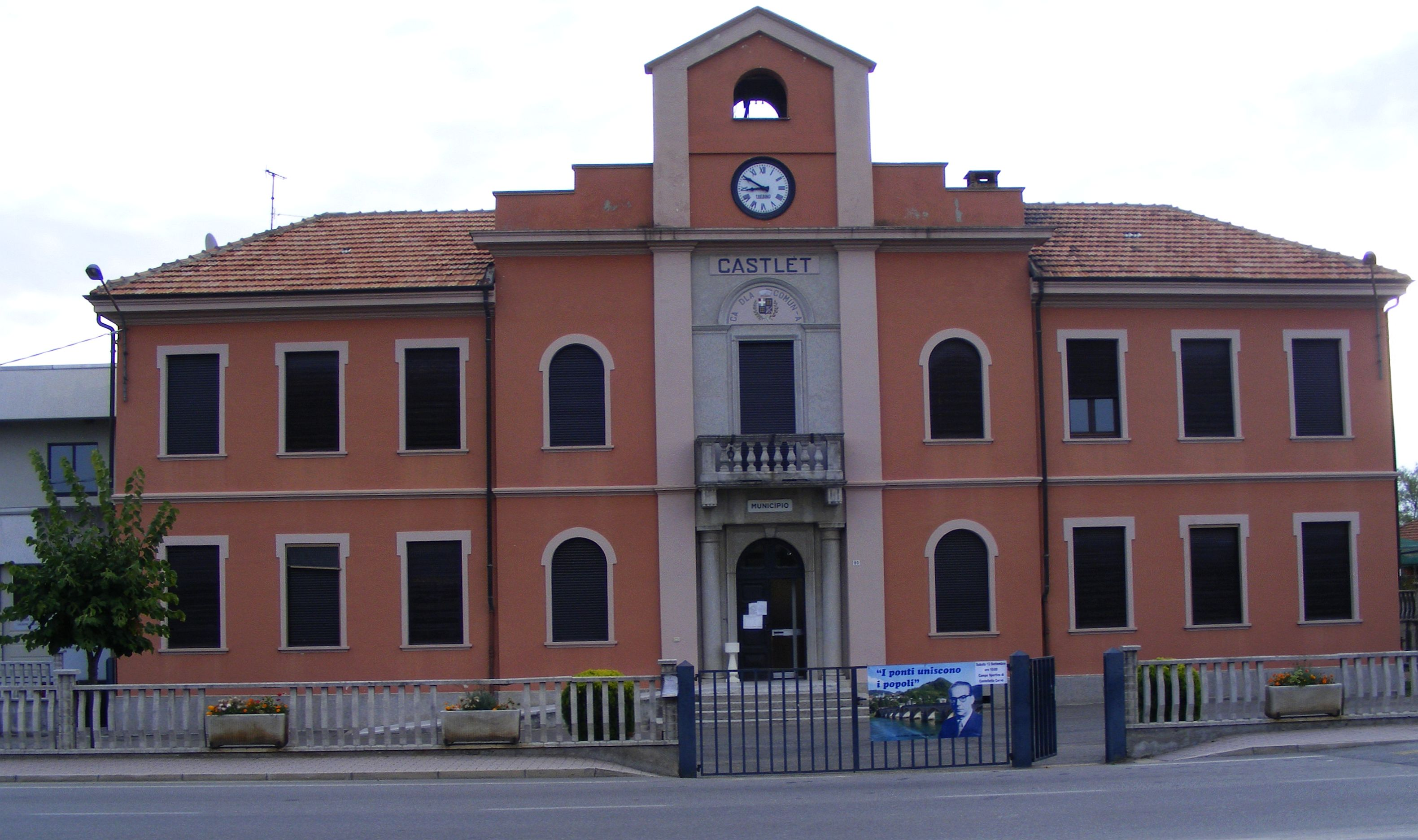
Il municipio
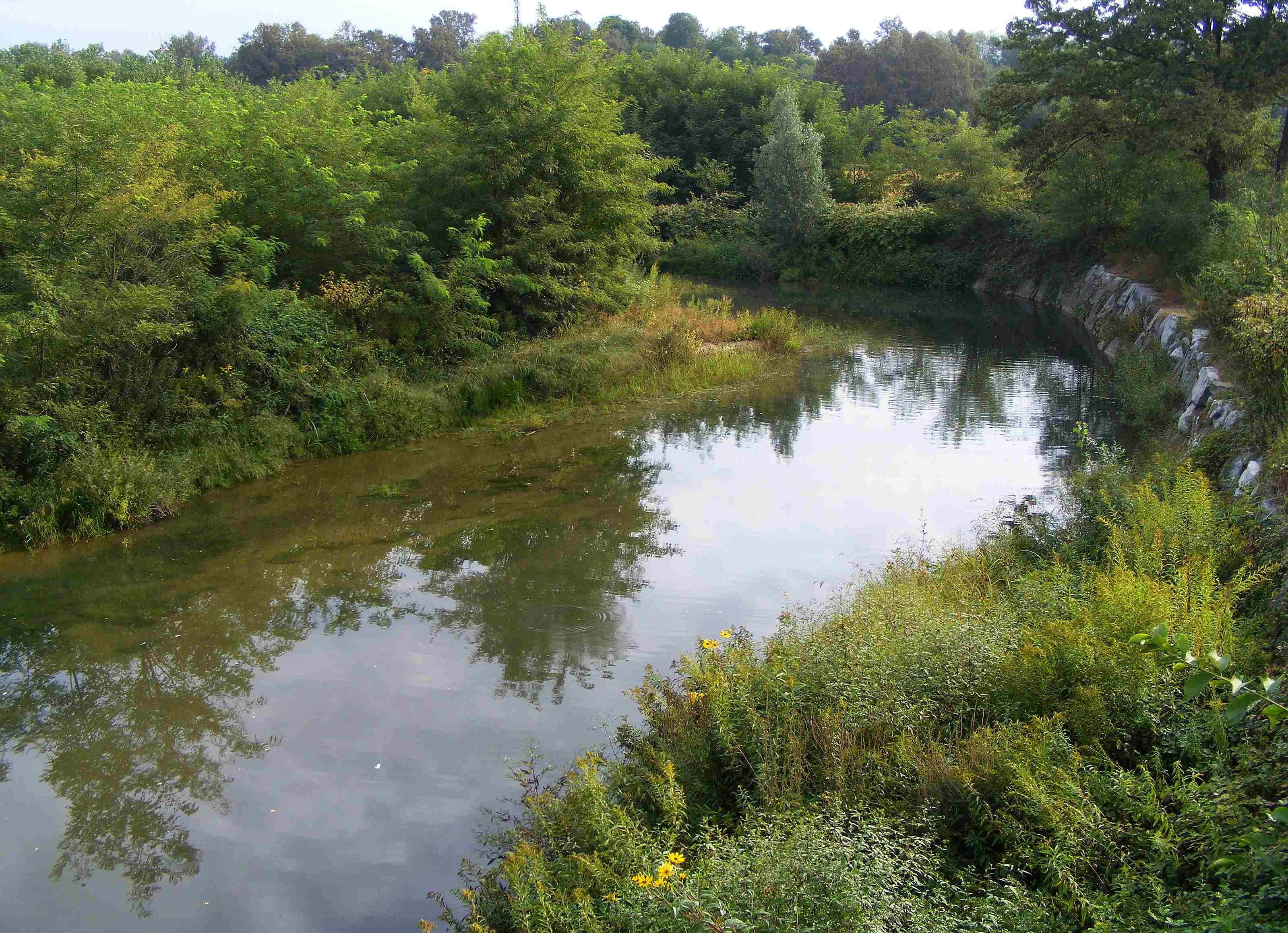
L'Ostola poco a sud del paese